# 534 км
534 км (рос. 534 км) — селище у складі Таштагольського району Кемеровської області, Росія. Входить до складу Каларського сільського поселення.

## Населення
Населення — 13 осіб (2010; 11 у 2002).
Національний склад (станом на 2002 рік):
- росіяни — 100 %